# Hrabstwo Allegan
Allegan – hrabstwo w USA, w stanie Michigan, na wybrzeżu jeziora Michigan, na Półwyspie Dolnym. Siedzibą hrabstwa jest Allegan. Hrabstwo utworzono w 1831 r. poprzez wydzielenie terytorium z hrabstwa Barry oraz Terytornium Michigan. Nazwa hrabstwa została stworzona przez Henry’ego Schoolcrafta zainspirowanego językami Indian.

## Miasta
- Allegan
- Douglas
- Fennville
- Holland
- Otsego
- Plainwell
- Saugatuck
- South Haven
- Wayland

## Wsie
- Hopkins
- Martin

## Hrabstwo Allegan graniczy z następującymi hrabstwami
- północ – hrabstwo Ottawa
- północny wschód – hrabstwo Kent
- wschód – hrabstwo Barry
- południowy wschód – hrabstwo Kalamazoo
- południe – hrabstwo Van Buren
- zachód – jezioro Michigan